# VfL Alemannia 05 Worms
VfL Alemannia 05 Worms was een Duitse voetbalclub uit de stad Worms, Rijnland-Palts.

## Geschiedenis
De club werd in 1905 opgericht als FC Alemannia 05 Worms, de voetbalafdeling van het in 1895 opgerichte Rugby- and Lawn-Tennis-Club Worms. De club speelde in de jaren twintig in een van de hoogste klassen van de Zuid-Duitse voetbalbond. In 1933 eindigde de club op een derde plaats, die aanvankelijk geen startrecht gaf op een plaats in de Gauliga Südwest, die dat jaar ingevoerd werd. Echter door een succesvol protest van de nummer vier uit de stand, SV Wiesbaden, werd de competitie uitgebreid naar twaalf clubs in plaats van tien. Alemannia fuseerde met FV Olympia 1915 en trad aan als VfR Alemannia/Olympia Worms en werd laatste. In oktober 1935 ging de club failliet en werd opgenomen in de turnvereniging Jahn 1899. In 1938 moest de club fuseren met VfR Wormatia Worms en werd zo RTSV Wormatia Worms. Na de Tweede Wereldoorlog werd de fusie ongedaan gemaakt en werd de naam VfL Alemannia aangenomen.
De club speelde geen rol van betekenis meer, er werd tot in de jaren zestig af en toe in de derde klasse gespeeld. In 2002 fuseerde de club met FT 01 Worms en werd zo FT Alemannia 2002 Worms.